# 岡本氏岩蕨
岡本氏岩蕨（学名：Woodsia okamotoi）为蹄蓋蕨科岩蕨屬下的一个种。